# Dobrovolni (Ólguinskaia)
|  | Aquest article tracta sobre la població d'Ólguinskaia. Vegeu-ne altres significats a «Dobrovolni». |

Dobrovolni - Добровольный (rus) és un possiólok del krai de Krasnodar, a Rússia. Es troba al sud-oest de la desembocadura del riu Beissug a la mar d'Azov. És a 35 km al sud-est de Primorsko-Akhtarsk i a 100 km al nord de Krasnodar.
Pertany a l'stanitsa d'Ólguinskaia.